# Rejseholdet (kriminalromanserie)
 For alternative betydninger, se Rejseholdet (flertydig). (Se også artikler, som begynder med Rejseholdet)
Rejseholdet er en dansk kriminalromanserie, der handler om Rigspolitiets rejsehold. Serien blev påbegyndt i 2003 med udgivelsen af Den charmerende morder, skrevet af Michael Kastrupsen, mens Anne Mikkelsen har skrevet de næste fire i serien. Forfatterne har hentet inspiration fra virkelighedens politiefterforskere og sager.

## Romanerne
1. Michael Kastrupsen: Den charmerende morder (2003, ISBN 87-91457-00-9)
2. Anne Mikkelsen: Mordbrand (2004, ISBN 87-91457-01-7)
3. Anne Mikkelsen: Farligt spil (2004, ISBN 87-91457-03-3)
4. Anne Mikkelsen: Dødelig trekant (2004, ISBN 87-91457-04-1)
5. Anne Mikkelsen: Lig i lasten (2005, ISBN 87-91457-06-8)